# Centro de Saltos RusSki Gorki
El Centro de Saltos RusSki Gorki (en ruso, Комплекс для прыжков с трамплина Русские Горки, Kompleks dlia pryzhkov s tramplina Russkie Gorki) es una estación de esquí en Krásnaya Poliana, Sochi (Rusia), sede de las competiciones de salto en esquí y combinada nórdica (saltos) en los Juegos Olímpicos de 2014.
Está ubicado en la ladera norte de las montañas Aibga, cerca de la localidad de Estosadok, distrito de Adler, 65 km al este de Sochi.
Consta de cinco trampolines: dos de competición, el normal y el largo, y tres de entrenamiento de menor altura, y un estadio con capacidad para 7.500 espectadores.